# Tunel Paneriai
Tunel Paneriai (litevsky Panerių geležinkelio tunelis) je jedním ze dvou existujících železničních tunelů v Litvě. Nachází se pod kopcem v lese Paneriai ve Vilniusu.

## Historie

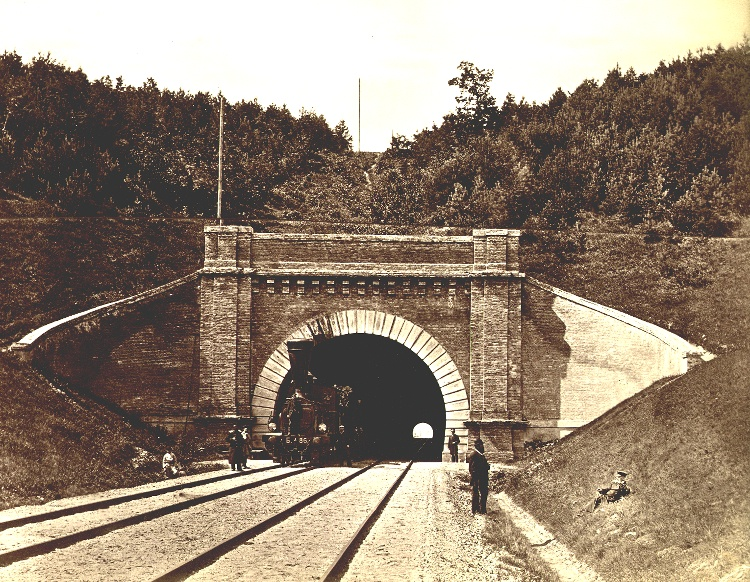
Tunel v roce 1879

Tunel Paneriai se začal stavět v roce 1859 z rozhodnutí ruského cara Alexandra II. při stavbě trati Vilnius–Lentvaris železnice Petrohrad–Varšava, překážkou byl kopec v lese směrem k Lentvarisu. Železniční tunel Paneriai sloužil především k překonání topografické překážky. Ve stejné době byl postaven i Kaunaský železniční tunel. Oba byly první v Litvě a v Rusku a jedny z prvních ve východní Evropě a byly postaveny podle projektu polsko-litevského inženýra Stanisława Kierbedźe. Práce na dvoukolejném tunelu byly zahájeny 15. ledna 1859, dokončen byl v září 1861 a uveden do provozu 3. října 1861. V době druhé světové války nebyl tunel poškozen.
V roce 1960, po téměř sto letech, byl železniční provoz v tunelu ukončen, protože došlo ke změně trasy železniční trati.
Některé stěny tunelu jsou dnes (2008) silně poškozené a zdivo se na velkých plochách odlupuje. Na některých místech již stěny nejsou nosné. Několik metrů za východním portálem se strop ve vrcholu částečně zřítil a vzniklým otvorem je vidět povrch nad ním a denní světlo z východního portálu.
Dnes již není možné tunelem projít. U obou vchodů byly postaveny zábrany. U východního portálu byla postavena stěna s mezerami a za ní byl průřez tunelu zcela vyplněn pískem. U západního portálu, asi 20 m za vchodem, byla postavena asi 3 m vysoká zeď s ostnatým drátem na koruně. Za ní byl příčný řez rovněž zasypán pískem. V horní části pískového zásypu je však malý otvor do části tunelu.

## Ochrana přírody

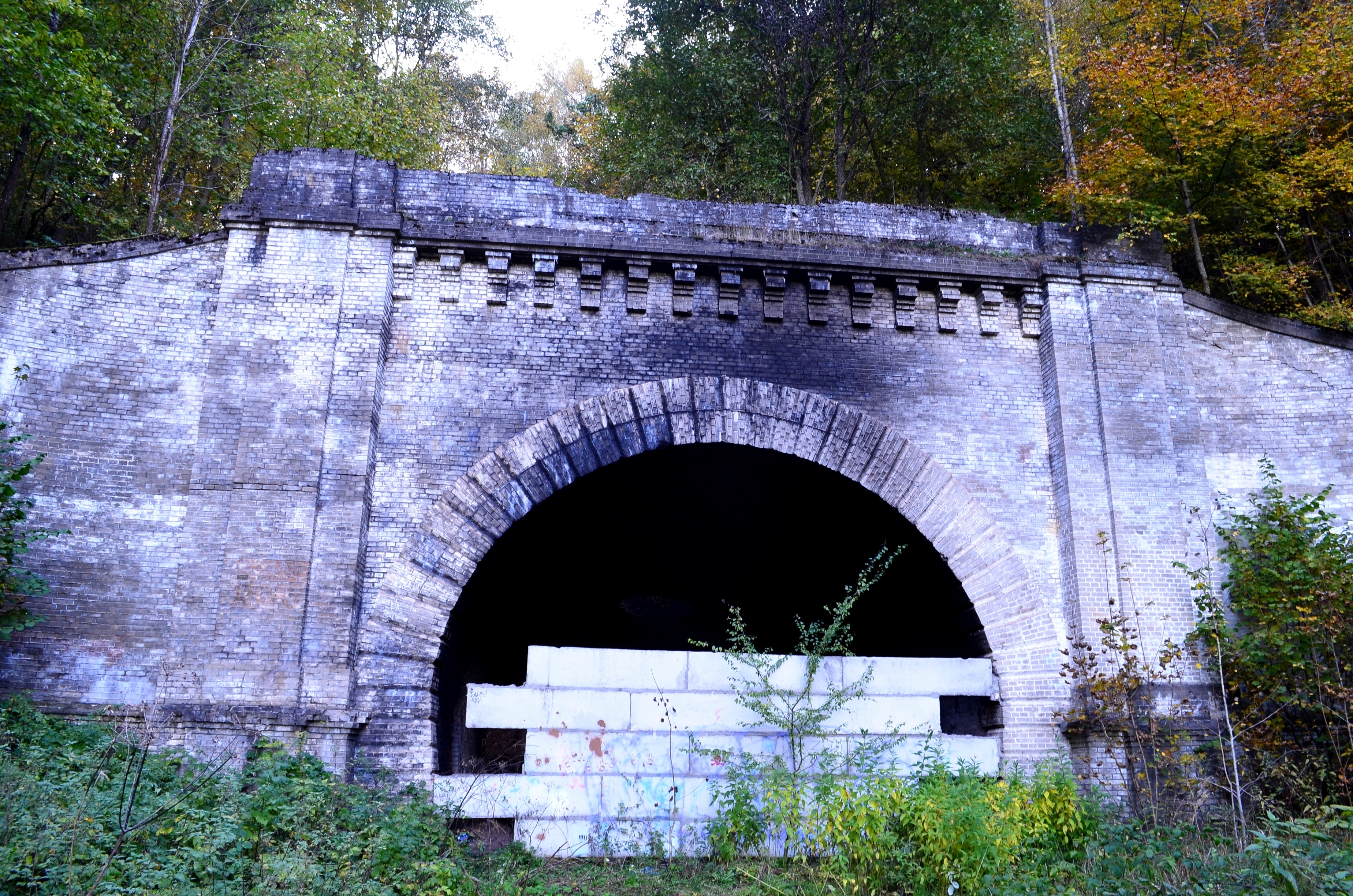
Tunel v roce 2014

Tunelový komplex byl ministrem životního prostředí Litevské republiky v roce 2005 vyhlášen jako oblast významná pro ochranu biotopů jako zimoviště netopýra pobřežního (Myotis dasycneme). Území tunelu je také součástí krajinné rezervace erozního vrchu Paneriai, zřízené městskou radou Vilniusu, a je chráněno jako hodnota kulturního dědictví. V tunelovém komplexu žije a přezimuje řada chráněných druhů netopýrů. Bylo zaznamenáno šest druhů netopýrů zvláště ohrožených vyhynutím, mezi něž patří netopýr pobřežní (Myotis dasycneme) a netopýr vodní (Myotis daubentoni) také netopýr Brandtův (Myotis brandti) netopýr černý (Barbastella barbastellus). V roce 2019 byl na tomto místě napočítán rekordní počet zimujících netopýrů – 2327. To je téměř o 300 netopýrů více, než se podařilo napočítat v roce 2018. Z toho nejvíce 1256 netopýrů pobřežních, 1062 netopýrů vodních, čtyři netopýry Brandtovy a jeden netopýr černý.

## Data
Nepoužívaný dvoukolejný tunel je 6,4 m vysoký, 8 m široký a 427 m dlouhý. Portály jsou postaveny v historizujícím slohu z cihel. Tunel má profil podkovy s parapety a zalomenými bočními částmi. Tunel je kulturní památkou.

### Související stránky
- Kaunaský železniční tunel